# Tráfego web

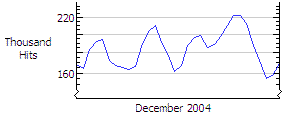
Exemplo de estatísticas do tráfego Web da Wikipédia em dezembro de 2004

O tráfego Web é a quantidade de dados enviados e recebidos pelos visitantes de um sítio Web. O tráfego Web é determinado pelo número de visitantes e pelo número de páginas Web e arquivos visitados.
A medição do tráfego Web permite avaliar a popularidade dos sites Web e de páginas individuais ou secções de um portal.
O tráfego Web pode ser analisado com base em estatísticas geradas automaticamente pelo servidor:
- O número de hits é incrementado sempre que um ficheiro é visto. Uma página Web é considerada um ficheiro, mas as imagens também são ficheiros, pelo que, uma página com cinco imagens pode gerar seis hits (5 imagens + 1 página).
- O número de vistas de página é incrementado quando um visitante visualiza uma página do sítio Web. Um visitante gera sempre uma ou mais vistas de página.
- O número de visitantes originais é incrementado quando um número de IP diferente visita o sítio Web durante um determinado período.

A informação estatística recolhida pode ser organizada, por exemplo, das seguintes formas:
- Número de visitantes
- Média de vistas de página por utilizador — uma média elevada indica que os utilizadores exploram o sítio em profundidade quer pela utilidade dos conteúdos quer, pelo contrário, pela dificuldade de localizar a informação desejada
- Tempo médio de visita por utilizador de sítio Web
- Tempo média da visualização de página
- Domain classes
- Hora de ponta — hora em que ocorrem mais visitas ao sítio Web; utilizado para o planeamento campanhas promocionais ou, inversamente para manutenção
- Páginas mais solicitadas (mais populares)
- Páginas de entrada mais solicitadas
- Páginas de saída mais utilizadas
- Top paths
- Referrers

Sites Web como o Alexa Internet geram estatísticas de tráfego e rankings Web com base apenas no universo de utilizadores da barra Alexa. Os sites Web mais importantes utilizam geralmente os serviços de empresas especializadas como a Nielsen Netratings.

## Tipos de tráfego
Existem diferentes formas de adquirir tráfego para o seu site ou plataforma. Analisar cuidadosamente por quais canais e como esse público chega até seu site é de extrema importância para continuar implementando estratégias de tráfego.

### Direto
Essa forma de tráfego se dá quando os usuários já conhecem sobre a sua marca ou produto. Eles buscam diretamente pelo nome do seu site ou até mesmo digitam seu URL completo, de maneira direta. Quando você encaminha o link do seu site para alguém e/ou posta em grupos criando esse caminho direto, sem a necessidade do descobrimento.

### Orgânico
Quando falamos de tráfego orgânico, estamos nos referindo as buscas de descobrimento, principalmente dentro de plataformas e buscadores, como Google, Yahoo!, Bing e demais sites. Onde o público busca por termos relevantes ao seu site, palavras que fazem sentido e tenham conexão com aquilo que você oferece em seu site, fazendo que sua página apareça de maneira orgânica nos buscadores como resultado de busca.

### Referência
Esse tipo de tráfego consiste em algum site, blog ou artigo referenciar a sua página com um link, ou como conhecido no mundo das estratégias de SEO, backlink. Ao clicar no link referenciado, o usuário é encaminhado para o seu site. É muito comum em citações e artigos técnicos.

### Pago
Os famosos anúncios online, plataformas como Google, Meta e muitas outras, disponibilizam a compra de tráfego qualificado. Em resumo geral, seu site é posicionado de forma relevante dentro dessas grandes plataformas, para que uma grande parcela das buscas referente ao seu tema, direcionem a busca para o seu anúncio, tornando sua página ou plataforma visível a esse público.